# Newbold-on-Stour
Newbold-on-Stour – wieś w Anglii, w hrabstwie Warwickshire, w dystrykcie Stratford-on-Avon. Leży 19 km na południe od miasta Warwick i 124 km na północny zachód od Londynu.